# Criollo haitiano
El criollo haitiano (en criollo haitiano: kreyòl ayisyen; y en francés: créole haïtien), llamado también haitiano, es la lengua criolla francesa hablada en Haití, y por emigrantes haitianos en toda la zona del Caribe, principalmente en República Dominicana, y también en países como Francia, Estados Unidos y Canadá.
Está estructuralmente basado en el francés, pero mezclado con lenguas del África Occidental, como el wolof y algunas lenguas gbe. Muestra también influencias de otras lenguas africanas, como el fon, ewé, kikongo, yoruba e igbo. Tiene dos dialectos: fablas y plateau.
El criollo haitiano evolucionó como un dialecto del francés hablado por la población negra, pero el francés y el criollo haitiano ya no son inteligibles entre sí, por lo que es incorrecto referirse al criollo como un dialecto del francés.

## Historia

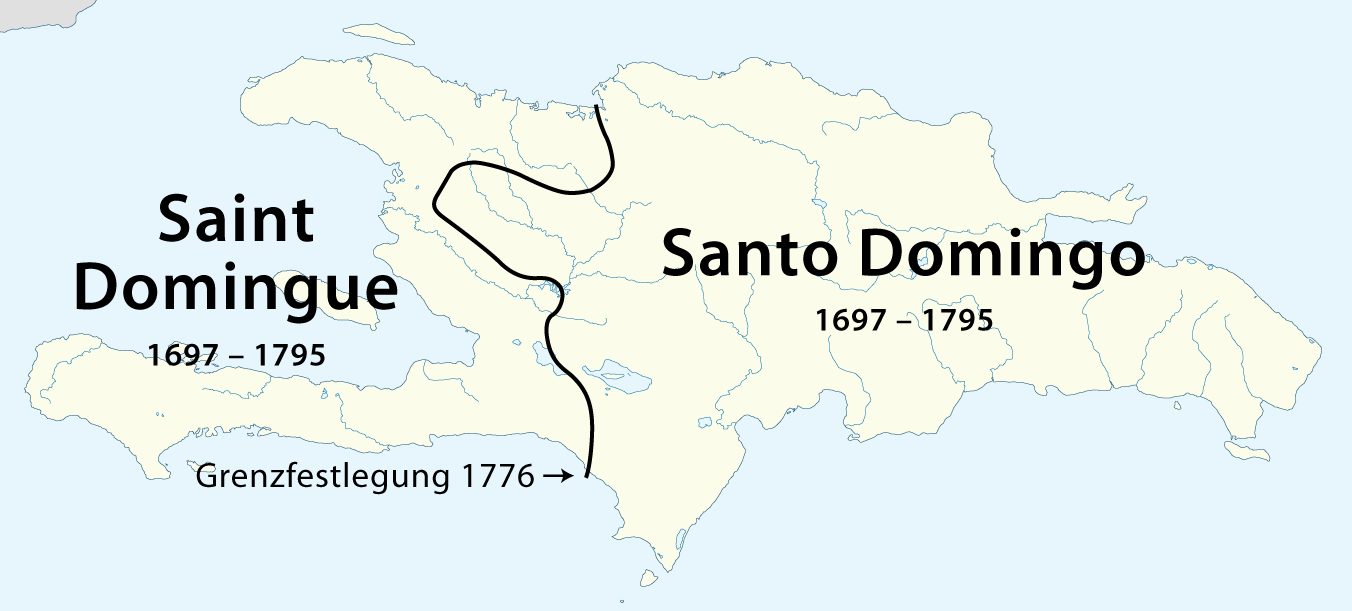
División colonial de la isla de Santo Domingo tras el inicio de la colonización francesa.

Por el Tratado de Ryswick de 1697, España le reconoce a Francia la posesión de la isla de la Tortuga y las tierras en La Española que bordean dicha isla, así como el derecho de ocupar la costa occidental de la Isla. En 1776 y 1777 por los tratados de San Miguel de la Atalaya y Aranjuez, respectivamente, se establece la línea fronteriza entre ambas colonias, consolidándose el Saint Domingue francés.
Entre 1764 y 1771, el promedio de importación de esclavos africanos varió entre 10 000 y 15 000 hasta 1786 y alrededor de 28 000 en 1787, pero en adelante, la colonia recibió más de 40 000 esclavos al año. La población de esclavos —que en 1789 era de 500 000— creció por encima de la población blanca que en ese mismo año era de solo 32 000. La cultura africana siguió siendo fuerte entre los esclavos a finales del período francés, en particular las de Guinea, Congo y Dahomey. La mayoría de los esclavos procedían de la Costa de Oro y la Costa de los Esclavos, seguido por los bantúes de la región del Reino del Congo y del Reino de Ngola.
La historia del criollo haitiano es incierta. La primera referencia conocida del créole se encuentra en una alusión que se hace en el texto en francés de Voyage d'un Suisse dans différentes colonies d'Amérique pendant la dernière guerre, del suizo Justin Girod-Chantrans, editado en 1785 y reeditado en 1786.
Consciente de que muchos haitianos no hablaban francés, Louis Borno fue el primer presidente en autorizar el uso del criollo haitiano en el sistema educativo, en 1924. La primera ortografía técnica para el criollo fue desarrollada en 1940 por Ormonde McConnell, revisada posteriormente con la ayuda de Frank Laubach, resultando la que fue conocida como "ortografía McConnell-Laubach".
A partir de 1961, gracias a los esfuerzos de escritores y lingüistas como Félix Morisseau-Leroy o Pradel Pompilus, el criollo haitiano pasó a tener estatus de lengua oficial de Haití, junto con el francés, que había sido la única lengua literaria del país desde su independencia en 1804. La Constitución de 1964, en su artículo 34 hacía por primera vez referencia al criollo haitiano. El régimen de François Duvalier, sin embargo, forzó al exilio a algunos de los intelectuales promotores del idioma. Su ortografía fue estandarizada en septiembre de 1979 por el Institut Pédagogique National, a petición de Joseph C. Bernard (Secrétaire d'État de l'éducation nationale) al tiempo que se promulgaba la Loi autorisant l'usage du créole dans les écoles comme langue d'enseignement et objet d'enseignement. Su condición de lengua oficial se explicitó por primera vez en la Constitución de 1983, y se mantuvo y potenció en la Constitución haitiana de 1987, trabajando en su desarrollo Pierre Vernet, actualmente vigente.
Su uso en la literatura es pequeño pero creciente. Existen periódicos y programas de radio y televisión en criollo.

## Uso fuera de Haití
Muchos emigrantes haitianos usan el criollo en su lugar de residencia, en Estados Unidos es común en Nueva York, Boston y el sur de la Florida. El condado de Miami-Dade (Florida) utiliza al criollo haitiano en los medios de comunicación junto con el español y el inglés. También existe un cierto número de hablantes de criollo haitiano en Canadá, Islas Caimán, República Dominicana, (siendo este el país donde más se habla el criollo haitiano fuera de Haití), Cuba y Puerto Rico. En Chile ha ido aumentando en gran manera la inmigración haitiana, sobre todo en Santiago y el norte del país, por lo que es cada vez más común.
Existen otras formas criollas de francés como el criollo haitiano en otros lugares del Caribe y el Océano Índico:
- Criollo de Guayana Francesa
- Criollo de Martinica
- Criollo de Dominica
- Criollo de Seychelles
- Criollo de Mauricio
- Criollo de Reunión
- Criollo de Guadalupe
- Criollo de Santa Lucía
- Criollo de Turcas y Caicos

## Ortografía y fonética
La ortografía del criollo haitiano es mayormente fonética, muy cercana al Alfabeto Fonético Internacional. A continuación se presenta un listado de los fonemas utilizados:

### Consonantes orales
- b: [ b ], siempre con los labios juntos, como en ambas, y no como en habas.
- ch: [ ʃ ], como CH en las palabras en francés chambre y chanter (sonido SH, similar a la CH portuguesa y francesa, y la SH inglesa).
- d: [ d ], siempre con la punta de la lengua contra los dientes, como en bailando, y no como en bailado. Seguida de I o de Y, se pronuncia /dz/, similar al francés quebequés.
- f: [ f ], siempre escrita de esta forma, a diferencia del francés, que en ocasiones también puede aparecer como PH.
- g: [ g ], siempre contrayendo la garganta, como en mango, y no como en mago. Esta letra siempre se pronuncia así, incluso seguida de E, de I o de Y, a diferencia de la manera como estas tres combinaciones se leen en francés: /ʒ/.
- h: [ h ], como H en las palabras en inglés have y hide.
- j: [ ʒ ], semejante a la pronunciación francesa en jardin (similar a la manera en que Y y LL se dicen en el español rioplatense, a la J portuguesa y francesa, y a la S inglesa en palabras como treasure o vision).
- k: [ k ], como la C fuerte de las palabras casa, corazón y cubo. Este sonido siempre se escribe de esta forma, y nunca C o QU, a diferencia del francés.
- l: [ l ]
- p: [ p ]
- r: [ ɣ ], sonido G suave, sin contraer la garganta, como en mago, y no como en mango. Siempre se escribe de esta forma, a diferencia del francés, que en ocasiones también puede aparecer como RH.
- s: [ s ], siempre pronunciada de esta manera, aunque esté una sola letra S entre vocales. A diferencia del francés, jamás se escribe SS, Ç (ÇA, ÇO, ÇU), C (CE, CI), o los casos en que TI se pronuncia con este sonido.
- t: [ t ]. Seguida de I o de Y, se pronuncia /ts/, similar al francés quebequés. Siempre escrita de esta forma, a diferencia del francés, que en ocasiones también puede aparecer como TH.
- v: [ v ], como la V en las palabras francesas vague y vouloir (sonido labio dental, similar a la V portuguesa, francesa e inglesa).
- z: [ z ], como la Z en las palabras francesas zéro, zoo, rose y visiter (sonido zumbante, similar a la Z portuguesa, francesa e inglesa). Siempre se escribe de esta forma, a diferencia del francés, que en ocasiones también puede aparecer como una sola S entre vocales, mostrado en algunos ejemplos en este apartado.

### Consonantes nasales
- m: [ m ]
- n: [ n ]
- ng: [ ŋ ], como la NG inglesa, sonido también existente en español, en palabras como banco, ángulo, conquista o pingüino.

### Semiconsonantes y semivocales
- w: [ w ], semejante a la pronunciación de la U española cuando se encuentra como primera letra de un diptongo (agua, aullar, fuego, Europa, cuidar, inocuo).
- y: [ j ], semejante a la pronunciación de la I española cuando se encuentra como primera letra de un diptongo (historia, hielo, biología). Al final de sílaba, se pronuncia como en español (aislar, rey, hoy, cuidar).

### Vocales orales
- a: [ a ]
- e: [ e ], sonido similar a la E de té. A diferencia del francés, esta letra se pronuncia siempre, incluso en posición final.
- è: [ ɛ ], sonido similar a las E de perder.
- i: [ i ]
- o: [ o ], sonido similar a la O de cosa.
- ò: [ ɔ ], sonido similar a la O en porque
- ou: [ u ], igual a la U española.
- ui: [ ɥi ], como la palabra francesa aujourd'hui.

### Vocales nasales
- an: [ ɑ̃ ] como el AN en las palabras en francés an y blanc.
- en: [ ɛ̃ ] como el IN en las palabras en francés intérieur yvin.
- on: [ ɔ̃ ] como el ON en las palabras en francés on y bon.
- oun: [ ũ ] como la UN española

Todos estos sonidos se pronuncian más nasalmente (permitiendo que el aire salga tanto por la nariz como por la boca), comparados con los del español.